# Paul Morand
Paul Morand (13. března 1888, Paříž – 24. července 1976, Paříž) byl francouzský spisovatel konzervativní a krajně pravicové orientace. Byl rovněž diplomatem (velvyslanec v Londýně, Římě, Madridu, Bangkoku).
Ze svých četných cest a pobytů v cizině vytěžil řadu impresionistických cestopisů, z nichž je ale patrné určité pohrdání neevropskými kulturami a víra v nadřazenost bílé rasy. Jako příslušník vyšší třídy se oženil do bohatých rodin a na udržení třídních rozdílů ve společnosti vždy lpěl. Hlásil se k dílu Friedricha Nietzscheho, Oswalda Spenglera i rasisticky orientovaného Arthura de Gobineau. 
Během druhé světové války přísahal věrnost kolaborantskému vichistickému režimu a stal se vládním funkcionářem. Zastával v té době jasně antisemitské, pronacistické a protidemokratické postoje. Po válce mu byl odebrán státní důchod a pro jistotu nedotknutelůnosti se odstěhoval do Švýcarska. 
Byl též kmotrem konzervativní literární skupiny Hussards (v překladu: husaři), kteří oponovali módnímu existencialismu a levici obecně. Čtyřikrát se ucházel o přijetí do Francouzské akademie, nakonec byl přijat v roce 1968, přes protest Charlese de Gaulla, který poukazoval na jeho minulost. Své extrémní názory Morand nikdy neodvolal, byť se k nim po válce nevyjadřoval, stejně jako ke své kolaborantské minulosti. K jeho přátelům patřili v předválečné době Sarah Bernhardtová, Stéphane Mallarmé a Jean Giraudoux, později Jean Cocteau, Marcel Proust nebo Coco Chanel, jíž připravil i paměti formou rozhovoru nazvané L'Allure de Chanel (1976). 
Jeho dílo, navzdory ideové vzdálenosti, vždy obdivoval a hájil André Breton. 
Patřil k nejpřekládanějším francouzským autorům v meziválečném Československu.

### Česky vyšlo
- Otevřeno celou noc, Aventinum 1925
- Zavřeno celou noc!, Aventinum 1925

- Galantní Evropa, Aventinum 1926
- Lewis a Irena, Aventinum 1926
- Mr. U., Emanuel Uggè 1926
- Jen země, Václav Petr 1927

- Budha žije, Aventinum 1928

- Championi světa, F. Topič 1930
- New York, F. Topič 1930
- Aurora, Adolf Synek 1931
- 1900, Alois Srdce 1933
- Londýn, F. Topič 1933